# USNS Kingsport (T-AG-164)
USNS Kingsport (T-AG-164) – pierwszy na świecie statek do łączności z satelitami. Służył w marynarce wojennej Stanów Zjednoczonych.
Wcześniej jako transportowiec „Kingsport Victory” (T-AK-239) służył podczas II wojny światowej. „Kingsport Victory” został pozyskany przez marynarkę wojenną na podstawie Maritime Commission 1 marca 1950 i przez kolejne 11 lat służył jako transportowiec wojskowy.
24 września 1961, w stoczni Willamette Iron & Steel (Portland) przeszedł konwersję na statek łączności z satelitami. 14 listopada 1961 został przemianowany na „Kingsport”, z numerem AG-164. W jej ramach zamontowano na nim, m.in. antenę do łączności z lądem, zaawansowane systemy śledzenia i telemetrii, zbiorniki antyprzechyłowe. Cechą wyróżniającą statek stała się 16-metrowej średnicy ciśnieniowa, plastykowa, kopuła kryjąca 9-metrową antenę paraboliczną (stabilizowaną żyroskopowo i komputerowo). Służyła ona do namierzania satelitów znajdujących się pod dowolnym kątem nad horyzontem.
W 1963 „Kingsport” przeprowadził transmisję rozmowy telefonicznej między prezydentem Johnem Kennedym (Waszyngton) a premierem Nigerii, Balawą, która była możliwa dzięki pośrednictwu satelity Syncom 2 – pierwszego telekomunikacyjnego satelity geosynchronicznego.
Nazwa statku pochodziła od miasta Kingsport, w stanie Tennessee.
"Kingsport” został wycofany ze służby 31 stycznia 1984 i złomowany 21 stycznia 1992.